# Мачевалачки клуб Војводина
Мачевалачки клуб Војводина из Новог Сада је клуб са значајним међународним резултатима у спортском мачевању у Србији и региону. 

## Историја клуба
Мачевалачки клуб Војводина је основан 27. 07. 2007. године од стране Василија Милновића, Веселка Думитрова и Бате Буљовчића и до сада су такмичари овог клуба освојили све домаће и регионалне турнире, у свим старосним узрастима. Мачевалачки клуб Војводина је препознат и од стране Европске мачевалачке конфедерације (European Fencing Confederation), па је изабран за домаћина и суорганизатора Првенства Европе за кадете и јуниоре (Нови Сад, 28. фебруар - 9. март 2016). Овај клуб је организатор највећег српског међународног турнира у пионирској конкуренцији "Трофеј Новог Сада", а од 2016-е овај турнир се налази међу одабраним турнирима Европске мачевалачке конфедерације за млађе узрасте. То је једини клуб у земљи и региону који одржава тренинге и има лиценциране тренере у сва три мачевалачка оружја: мач, флорет и сабља.

## Успеси
Такмичари Мачевалачког клуба Војводина су освојили све домаће и регионалне међународне турнире у свим старосним узрастима, много државних првенстава, а клуб даје и велики део репрезентације. Највећи успех клуба свакако представља освајање 7. места на сениорском Првенству Европе од стране наше и српске најтрофејније такмичарке Романе Царан у дисциплини - женски мач. Романа је освојила 2015-е и Сателит светски куп у Београду, као и Првенство Балкана. Треба поменути и освајање бронзане медаље на кадетском Купу Европе од стране Леоне Камраш, али и 10-то место Ане Сел на кадетском Првенству Европе. Истовремено, Романа Царан и Ана Сел су биле и стипендисти Олимпијског комитета Србије, па су за то време освојиле многе турнире у региону и узеле бодове за светску ранг-листу.

## Чланови
Тренерски кадар предводи Веселко Думитров, најтрофејнији српски тренер свих времена и бивши селектор Југославије, Туниса, Словеније и Саудијске Арабије и технички директор 11 светских и европских првенстава. Поред њега, тренерски кадар у клубу чине и Елена Стојановић (рођ. Михајленко), бивши тренер московског Спартака, једног од највећих мачевалачких клубова на свету, Кирил Великанов и Миљан Ковачевић.
Такмичарски кадар предводи најтрофејнија српска такмичарка свих времена у дисциплини мач - Романа Царан, као и Миљан Ковачевић - вишеструки државни и регионални шампион у дисциплини флорет. Клуб има око 70 чланова.